# تيدياني ساني
تيدياني ساني (بالفرنسية: Tidiane Sane)‏ (10 يوليو 1985 في السنغال - ) هو لاعب كرة قدم سنغالي في مركز الوسط. شارك مع منتخب السنغال تحت 20 سنة لكرة القدم. أما مع النوادي، فقد لعب مع معمورة العزيز سبور ونادي راندرس وHobro IK ‏.

## وصلات خارجية
- تيدياني ساني على موقع اتحاد تركيا (لاعب) (الإنجليزية)
- تيدياني ساني على موقع قاعدة بيانات كرة القدم.إي يو (الإنجليزية)
- تيدياني ساني على موقع Soccerway.com (الإنجليزية)
- تيدياني ساني على موقع عالم كرة القدم.نت (الإنجليزية)